# Bradenton
Bradenton ist eine Stadt und zudem der County Seat des Manatee County im US-Bundesstaat Florida mit 55.698 Einwohnern (Stand: Volkszählung 2020).

## Geographie
Bradenton liegt am Mündungsbereich des Manatee River in den Golf von Mexiko. Die Stadt grenzt im Norden an Palmetto und liegt etwa 60 km südlich von Tampa. Nach North Port und Sarasota ist Bradenton die drittgrößte Stadt der Metropolregion Sarasota.

## Geschichte
Erstmals erwähnt wurde es durch die Landung Hernando de Sotos 1539. Die Stadt wurde nach ihrem ersten Siedler, Joseph Braden, einem Zuckerpflanzer benannt, der hier 1854 ein schlossähnliches Haus errichtete. 1919 wurde durch die Tampa Southern Railway, einer Tochtergesellschaft der Atlantic Coast Line Railroad, eine Bahnstrecke von Tampa nach Palmetto errichtet, die 1920 bis Bradenton verlängert wurde. Die heutige Stadt wurde 1943 gebildet, als die floridanische Gesetzgebung die Städte von Manatee und Bradentown vereinigte.

### Religionen
In Bradenton gibt es derzeit 86 verschiedene Kirchen aus 23 verschiedenen Konfessionen. Unter den zu einer Konfession gehörenden Kirchen ist die Baptistengemeinde mit 23 Kirchen am stärksten vertreten. Es gibt 6 zu keiner Konfession gehörende Kirchen (Stand: 2004).

### Demographische Daten
Laut der Volkszählung 2010 verteilten sich die damaligen 49.546 Einwohner auf 26.767 Haushalte. Die Bevölkerungsdichte lag bei 1577,9 Einw./km². 73,3 % der Bevölkerung bezeichneten sich als Weiße, 15,9 % als Afroamerikaner, 0,3 % als Indianer und 1,1 % als Asian Americans. 7,0 % gaben die Angehörigkeit zu einer anderen Ethnie und 2,5 % zu mehreren Ethnien an. 17,0 % der Bevölkerung bestand aus Hispanics oder Latinos.
Im Jahr 2010 lebten in 25,4 % aller Haushalte Kinder unter 18 Jahren sowie 36,9 % aller Haushalte Personen mit mindestens 65 Jahren. 56,7 % der Haushalte waren Familienhaushalte (bestehend aus verheirateten Paaren mit oder ohne Nachkommen bzw. einem Elternteil mit Nachkomme). Die durchschnittliche Größe eines Haushalts lag bei 2,23 Personen und die durchschnittliche Familiengröße bei 2,92 Personen.
23,8 % der Bevölkerung waren jünger als 20 Jahre, 23,2 % waren 20 bis 39 Jahre alt, 24,2 % waren 40 bis 59 Jahre alt und 29,0 % waren mindestens 60 Jahre alt. Das mittlere Alter betrug 43 Jahre. 46,6 % der Bevölkerung waren männlich und 53,4 % weiblich.
Das durchschnittliche Jahreseinkommen lag bei 41.409 $, dabei lebten 17,1 % der Bevölkerung unter der Armutsgrenze.
Im Jahr 2000 war Englisch die Muttersprache von 87,50 % der Bevölkerung, spanisch sprachen 10,36 % und 2,14 % hatten eine andere Muttersprache.

## Kultur und Sehenswürdigkeiten
Der Stadtteil „Village of the Arts“ ist ein Künstlerviertel, in dem klassische Häuser renoviert und als Galerien, Studios und Restaurant verwendet werden.

## Sehenswürdigkeiten
Folgende Objekte sind im National Register of Historic Places gelistet:
- Braden Castle Park Historic District
- Bradenton Carnegie Library
- DeSoto National Memorial
- Manatee County Courthouse
- Old Manatee County Courthouse
- Richardson House
- Shaw’s Point Archeological District

### Parks und Sportmöglichkeiten
Es gibt ein breites Angebot von verschiedenen Stadtparks sowie mehrere sportliche Einrichtungen sowie Spielwiesen und Möglichkeiten zum Camping und Grillen. Weiterhin gibt es verschiedene Marinas, die Segel- und Motorsportboote beheimaten.

## Wirtschaft und Infrastruktur
Bradenton ist Verwaltungssitz von Manatee County und eine Produktionsstätte des größten Orangensaftproduzenten Tropicana Products, ehemals eine Tochter des Pepsi-Konzerns. Die IMG Academy in der Stadt bildet Nachwuchssportler aus.
Die hauptsächlichen Beschäftigungszweige sind: Ausbildung, Gesundheit und Soziales: (16,6 %), Handel / Einzelhandel: (15,6 %), Finanzen, Versicherungen und Immobilien: (3,0 %), Baugewerbe: (10,1 %).

### Kliniken
- Blake Medical Center
- Manatee Memorial Hospital & Health System
- Manatee Glen Hospal

### Verkehr
Bradenton wird von der Interstate 75, den U.S. Highways 41 (Tamiami Trail) und 301 sowie den Florida State Roads 64 und 684 durchquert. Der nächste Flughafen ist der Sarasota–Bradenton International Airport (rund 10 km südlich).
Mit dem Fernbussystem Thruway Motorcoach der Bahngesellschaft Amtrak besteht eine Anbindung der Stadt nach Tampa. An der dortigen Union Station erhält man Anschluss an die Züge Silver Star und Silver Meteor.

### Bildung

#### Schulen
| - Ballard Elementary School - Bayshore Elementary School - Blanche H. Daughtrey Elementary School - Braden River Elementary School - Gene Witt Elementary School - Manatee Elementary School - Oneco Elementary School - Orange Ridge-bullock School - Braden River Middle School - Louise R. Johnson Middle School | - Martha B. King Middle School - Pal Academy Charter Middle School - Sara Scott Harllee Middle School - Bayshore High School - Gulf Coast Marine Institute - Lakewood Ranch Senior High School - Manatee High School - Manatee School For The Arts (unterhält mit dem Gelsenkirchener Max-Planck-Gymnasium eine Partnerschaft) - Pal Opportunity Charter School - Southeast High School - Saint Stephen’s Episcopal School (Kirchliche Privatschule) |

#### Weiterführende Bildungseinrichtungen
- State College of Florida SCF (früher Manatee Community College – MCC), ca. 4.500 Studenten
- Manatee Technical Institute, ca. 1.800 Studenten

#### Bibliotheken
- Manatee County Public Library mit ca. 350.000 Büchern, 19.000 Audio- und 24.800 Video-Dokumenten.
- Central Library
- Braden River Library
- Island Branch Library
- Palmetto Branch Library
- Rocky Bluff Library

## Kriminalität
Die Kriminalitätsrate lag im Jahr 2010 mit 380 Punkten (US-Durchschnitt: 266 Punkte) im durchschnittlichen Bereich. Es gab 28 Vergewaltigungen, 114 Raubüberfälle, 241 Körperverletzungen, 530 Einbrüche, 1435 Diebstähle, 99 Autodiebstähle und 14 Brandstiftungen.

## Persönlichkeiten
- Pee Wee Ellis (1941–2021), Jazz-Saxophonist, Komponist und Arrangeur
- Brian Poole (* 1941), American-Football-Spieler
- Greg Steube (* 1978), Politiker
- Dominique Rodgers-Cromartie (* 1986), American-Football-Spieler
- Sekou Bangoura (* 1991), Tennisspieler
- Castille Landon (* 1991), Schauspielerin, Filmregisseurin und Drehbuchautorin
- Ace Sanders (* 1991), American-Football-Spieler
- Brian Poole (* 1992), American-Football-Spieler
- Brandon Carnes (* 1995), Sprinter
- Kelvin McKnight (* 1997), Footballspieler
- John Rivera (* 1998), puerto-ricanischer Mittelstreckenläufer
- Patrik Rikl (* 1999), tschechischer Tennisspieler
- Sebastian Korda (* 2000), Tennisspieler
- Adam Neff (* 2001), Tennisspieler
- Whitney Osuigwe (* 2002), Tennisspielerin
- Martin Damm (* 2003), Tennisspieler
- Toby Kodat (* 2003), Tennisspieler

Die Profi-Tennisspieler Jelena Janković, Sabine Lisicki und die ehemaligen Top-Tennisspieler Marija Scharapowa, Tommy Haas, Anna Kurnikowa, Petr Korda, Martin Damm Sr. sowie Ivan Lendl wohnen in Bradenton.
Im Manasota Memorial Park befindet sich das Grab der Schauspielerin und Literaturagentin Connie Clausen.